# Hans-Günther Wauer
Hans-Günther Wauer (* 12. Dezember 1925 in Strahwalde; † 17. Februar 2016) war ein deutscher Kirchenmusiker.

## Leben und Wirken
Nach dem Studium an der Hochschule für Musik in Leipzig bei Karl Straube war er von 1951 bis 1996 als Domorganist und Kantor in Merseburg tätig. Außerdem war er Dozent für Orgelspiel und Improvisation an der Kirchenmusikschule Halle. 1963 begründete Wauer die Merseburger Orgeltage. 1971 spielte er auf der Ladegast-Orgel des Merseburger Doms die Orgelwerke von Franz Liszt für Schallplatte ein. Er gründete die Merseburger Orgeltage und setzte sich für die zeitgenössische Orgelliteratur ein. Als Organist gastierte er in ganz Europa, beispielsweise in der Westminster Abbey und der Kathedrale Notre-Dame zu Paris. Er pflegte besonders die Orgelimprovisationen und suchte hierfür bereits sehr frühzeitig die Zusammenarbeit mit anderen, vom Jazz kommenden improvisationserfahrenen Musikern wie Günter „Baby“ Sommer, Ernst-Ludwig Petrowsky, Theo Jörgensmann, Hermann Naehring, Warnfried Altmann oder Louis Moholo. Er erweiterte seine Orgelkonzerte auch durch Einbeziehung von Künstlern aus anderen Bereichen wie (politischer) Literatur, Tanz, bildender Kunst oder Film.
Seine Tochter ist die Physikerin Ulrike Feudel.

## Ehrungen und Auszeichnungen
- Händelpreis des Bezirkes Halle (1985)
- Ernennung zum Professor (1997)
- Bundesverdienstkreuz 1. Klasse des Verdienstordens der Bundesrepublik Deutschland (1998)
- Bürgermedaille der Stadt Merseburg (2006)

## Auswahldiskographie
- Verschränkte Konstruktion (mit „Baby“ Sommer; 1986)
- Introitus (mit Theo Jörgensmann; 1990)
- Merseburger Begegnung (mit „Baby“ Sommer und Theo Jörgensmann; 1994)
- Seismogramme. Lese-Konzert für Wort, Orgel, Saxophon und Schlagzeug (mit Friedrich Schorlemmer, Warnfried Altmann, Hermann Naehring; 1997)